# Amblyseius meghalayensis
Amblyseius meghalayensis (лат.) — вид паразитиформных клещей рода Amblyseius из семейства Phytoseiidae (Mesostigmata). Мелкие свободноживущие хищные клещи длиной менее 1 мм. Индия (West Jaintia Hills, Meghalaya). От близких видов отличается следующими признаками: вентрианальный щит не вазообразный; сета z4 короткая, не длиннее двух третей расстояния между основаниями z4 и s4; щетинка z5 короче 500 мкм; дорзум без выемки на уровне R1; голень ноги IV с макросетами; каликс не капсуловидный, с кольчатым стеблем; StiIV короче чем StIV. Дорсальный диск самки длиной 328—332 мкм, шириной 200—203 мкм, вентрианальный щит пентагональный с 3 парами преанальных щетинок. Дорсальные щетинки заострённые (заднебоковых щетинок PL 3 пары, а переднебоковых AL — 2 пары). Дорсальный щит склеротизирован. Вид был впервые описан по материалам из Индии, собранным на императе цилиндрической (Imperata cylindrica, Злаки) в 2021 году. Видовое название происходит от имени места обнаружения типовой серии (Meghalaya). Сходен с видами Amblyseius abbasovae, Amblyseius isuki, Amblyseius guntheri.